# 1507년

## 연호
- 명(明) 정덕(正德) 2년
- 일본(日本) 에이쇼(永正) 4년
- 후 레 왕조(後黎朝) 도안카인(端慶) 3년

## 기년
- 류큐(琉球) 쇼신왕(尚真王) 31년
- 명(明) 무종 정덕제(武宗 正德帝) 2년
- 조선(朝鮮) 중종(中宗) 2년
- 후 레 왕조(後黎朝) 위목제(威穆帝) 3년

## 탄생
- 9월 16일 - 중국 명나라의 제11대 황제 가정제. (~1567년)

## 사망
- 5월 11일 - 르네상스 시대 이탈리아의 군인, 정치인 체자레 보르자. (1475년~)